# Corydoras bifasciatus
Corydoras bifasciatus är en fiskart som beskrevs av Han Nijssen 1972. Corydoras bifasciatus ingår i släktet Corydoras och familjen Callichthyidae. Inga underarter finns listade i Catalogue of Life.